# Vila Karla Fuchse (Kraslice)
Vila Karla Fuchse je modernistická rodinná vila v Kraslicích.

## Historie
Investor Karel Fuchs byl posledním vlastníkem kraslické továrny Bohland & Fuchs na hudební nástroje, kterou vedl až do roku 1945. S architektonickým návrhem na rodinný dům oslovil místního architekta Antona Köstlera, podle jehož návrhu vila ve 30. letech 20. století vznikla. Po roce 1945 vila sloužila jako mateřská škola. V roce 2018 byla opuštěná. Roku 2022 byl objekt včetně zahrady a oplocení prohlášen kulturní památkou.

## Architektura
Objekt je samostatně stojící, na přibližně čtvercovém půdorysu a má dvě nadzemní podlaží, z nichž druhé je podkrovní, pod nápadnou valbovou střechou z měděného plechu. Hlavní vstup na severovýchodní straně domu je situován ve zvýšeném přízemí a vede k němu kamenné schodiště. V severozápadním průčelí, orientovaném do ulice Lipová cesta, zaujme pravé okno, vsazené v mírně vystupujícím půlkruhovém rizalitu a doplněné štukovým rostlinným dekorem. Jihozápadní průčelí je pak lemováno dvěma nápadnými rizality na čtvercovém půdorysu, mezi nimiž je umístěna krytá veranda se schodištěm. V jihovýchodním průčelí je pak další, vedlejší vstup do domu.
Vila má dobře zachované interiéry s množstvím umělecko-řemeslných prvků, jakými jsou například okna, dveře s původními výplněmi, vestavěný nábytek nebo dřevěné schodiště s bohatě zdobeným zábradlím.
Součástí památkové ochrany je také zahrada a původní oplocení z kamenných kvádrů s kovovou mříží.